# Jascha Heifetz
Jascha Heifetz (fødselsnavn Iosif Ruvimovitj Khejfets russisk: Ио́сиф Руви́мович Хе́йфец ; født 2. februar 1901 Vilnius , Russiske Kejserrige (nuv. Litauen), død 10. december 1987) blev født i en jødisk russisk familie og kendt som musikalsk vidunderbarn som violinist. Han begyndte at spille violin som 3 årig og allerede i 1910 fik han internationalt gennembrud ved en koncert med Berliner Philharmonikerne. Han flyttede som teenager i 1917 til USA, hvor hans Carnegie Hall-debut blev modtaget med stor begejstring. New York Times kaldte ham "måske den største violinist nogensinde".  Fritz Kreisler, en anden førende violinist fra det tyvende århundrede, sagde, da han havde hørt Heifetz' debut: "Vi kan lige så godt tage vores violiner og knække dem over vores knæ." Jascha Heifetz fik amerikansk statsborgerskab i 1925.
Heifetz havde en lang og succesfuld karriere, men efter en skade på sin højre arm i 1974, fokuserede han på at undervise.
 Der er for få eller ingen kildehenvisninger i denne artikel, hvilket er et problem. Du kan hjælpe ved at angive troværdige kilder til de påstande, som fremføres i artiklen.